# Precise Participant Location and Identification
Precise Participant Location and Identification (PPLI; deutsch Genaue Teilnehmerortung und -identifizierung) stellt eines der zentralen Datenformate im Kommunikationsstandard Link 16 dar. Neben der sicheren Identifizierung der Netzteilnehmer ist die PPLI Message wesentliche Grundlage des MIDS/JTIDS-Dienstes Relative Navigation.

## Relative Navigation
In der PPLI melden alle Link 16-Netzteilnehmer unter anderem ihre geodätische Position, deren Vermessungsgenauigkeit (Ort, Höhe und Zeit) sowie weitere zusätzliche Informationen zu ihrem Netzstatus.
Da sich alle Netzwerkteilnehmer zuvor auf eine gemeinsame Zeitbasis (Link-16 TDMA, GPS) synchronisieren, und der Standort der Teilnehmer – oft mit GPS ermittelt – in der PPLI veröffentlicht wird, können weitere Teilnehmer, die über eine weniger genaue Navigation verfügen, aufgrund der Laufzeitmessung des Link 16-Signals in Verbindung mit den bekannten Standorten der anderen Sendestationen die eigene Position ermitteln (Relative Navigation). 
Für eine Vermessung der eigenen geodätischen Position mittels Relativer-Navigation werden mindestens drei PPLI benötigt, für eine eindeutige Positionsbestimmung im Raum vier. Mehr oder genauere Kontakte verringern die Messunsicherheit.
Die militärische Navigation macht umfangreichen Gebrauch von Sensordatenfusion. Während ein Trägheitsnavigationssystem bzw. Beschleunigungssensoren den Bewegungszustand stetig autark erfassen, liefert Kooperative-Positionsbestimmung unstetig relative Abstände. Die Beschleunigungsdaten werden per Koppelnavigation in Positionen überführt und diese mit den Positionen aus der Relativen-Navigation abgeglichen.